# Oekraïens voetbalelftal (vrouwen)
Het Oekraïens vrouwenvoetbalelftal is een voetbalteam dat uitkomt voor Oekraïne bij internationale wedstrijden, zoals het Europees kampioenschap.

## Prestaties op eindronden

### Wereldkampioenschap
| Jaar   | Resultaat                         | Wed                               | W                                 | G                                 | V                                 | DV                                | DT                                |
| ------ | --------------------------------- | --------------------------------- | --------------------------------- | --------------------------------- | --------------------------------- | --------------------------------- | --------------------------------- |
| 1991   | Niet deelgenomen aan kwalificatie | Niet deelgenomen aan kwalificatie | Niet deelgenomen aan kwalificatie | Niet deelgenomen aan kwalificatie | Niet deelgenomen aan kwalificatie | Niet deelgenomen aan kwalificatie | Niet deelgenomen aan kwalificatie |
| 1995   | Niet gekwalificeerd               | Niet gekwalificeerd               | Niet gekwalificeerd               | Niet gekwalificeerd               | Niet gekwalificeerd               | Niet gekwalificeerd               | Niet gekwalificeerd               |
| 1999   | Niet gekwalificeerd               | Niet gekwalificeerd               | Niet gekwalificeerd               | Niet gekwalificeerd               | Niet gekwalificeerd               | Niet gekwalificeerd               | Niet gekwalificeerd               |
| 2003   | Niet gekwalificeerd               | Niet gekwalificeerd               | Niet gekwalificeerd               | Niet gekwalificeerd               | Niet gekwalificeerd               | Niet gekwalificeerd               | Niet gekwalificeerd               |
| 2007   | Niet gekwalificeerd               | Niet gekwalificeerd               | Niet gekwalificeerd               | Niet gekwalificeerd               | Niet gekwalificeerd               | Niet gekwalificeerd               | Niet gekwalificeerd               |
| 2011   | Niet gekwalificeerd               | Niet gekwalificeerd               | Niet gekwalificeerd               | Niet gekwalificeerd               | Niet gekwalificeerd               | Niet gekwalificeerd               | Niet gekwalificeerd               |
| 2015   | Niet gekwalificeerd               | Niet gekwalificeerd               | Niet gekwalificeerd               | Niet gekwalificeerd               | Niet gekwalificeerd               | Niet gekwalificeerd               | Niet gekwalificeerd               |
| 2019   | Niet gekwalificeerd               | Niet gekwalificeerd               | Niet gekwalificeerd               | Niet gekwalificeerd               | Niet gekwalificeerd               | Niet gekwalificeerd               | Niet gekwalificeerd               |
| / 2023 | Niet gekwalificeerd               | Niet gekwalificeerd               | Niet gekwalificeerd               | Niet gekwalificeerd               | Niet gekwalificeerd               | Niet gekwalificeerd               | Niet gekwalificeerd               |
| Totaal | 0/9                               | 0                                 | 0                                 | 0                                 | 0                                 | 0                                 | 0                                 |

### Europees kampioenschap
| Jaar   | Resultaat                                      | Wed                                            | W                                              | G                                              | V                                              | DV                                             | DT                                             |
| ------ | ---------------------------------------------- | ---------------------------------------------- | ---------------------------------------------- | ---------------------------------------------- | ---------------------------------------------- | ---------------------------------------------- | ---------------------------------------------- |
| 1984   | Niet deelgenomen, onderdeel van de Sovjet-Unie | Niet deelgenomen, onderdeel van de Sovjet-Unie | Niet deelgenomen, onderdeel van de Sovjet-Unie | Niet deelgenomen, onderdeel van de Sovjet-Unie | Niet deelgenomen, onderdeel van de Sovjet-Unie | Niet deelgenomen, onderdeel van de Sovjet-Unie | Niet deelgenomen, onderdeel van de Sovjet-Unie |
| 1987   | Niet deelgenomen, onderdeel van de Sovjet-Unie | Niet deelgenomen, onderdeel van de Sovjet-Unie | Niet deelgenomen, onderdeel van de Sovjet-Unie | Niet deelgenomen, onderdeel van de Sovjet-Unie | Niet deelgenomen, onderdeel van de Sovjet-Unie | Niet deelgenomen, onderdeel van de Sovjet-Unie | Niet deelgenomen, onderdeel van de Sovjet-Unie |
| 1989   | Niet deelgenomen, onderdeel van de Sovjet-Unie | Niet deelgenomen, onderdeel van de Sovjet-Unie | Niet deelgenomen, onderdeel van de Sovjet-Unie | Niet deelgenomen, onderdeel van de Sovjet-Unie | Niet deelgenomen, onderdeel van de Sovjet-Unie | Niet deelgenomen, onderdeel van de Sovjet-Unie | Niet deelgenomen, onderdeel van de Sovjet-Unie |
| 1991   | Niet deelgenomen aan kwalificatie              | Niet deelgenomen aan kwalificatie              | Niet deelgenomen aan kwalificatie              | Niet deelgenomen aan kwalificatie              | Niet deelgenomen aan kwalificatie              | Niet deelgenomen aan kwalificatie              | Niet deelgenomen aan kwalificatie              |
| 1993   | Niet deelgenomen aan kwalificatie              | Niet deelgenomen aan kwalificatie              | Niet deelgenomen aan kwalificatie              | Niet deelgenomen aan kwalificatie              | Niet deelgenomen aan kwalificatie              | Niet deelgenomen aan kwalificatie              | Niet deelgenomen aan kwalificatie              |
| 1995   | Niet deelgenomen aan kwalificatie              | Niet deelgenomen aan kwalificatie              | Niet deelgenomen aan kwalificatie              | Niet deelgenomen aan kwalificatie              | Niet deelgenomen aan kwalificatie              | Niet deelgenomen aan kwalificatie              | Niet deelgenomen aan kwalificatie              |
| 1997   | Niet deelgenomen aan kwalificatie              | Niet deelgenomen aan kwalificatie              | Niet deelgenomen aan kwalificatie              | Niet deelgenomen aan kwalificatie              | Niet deelgenomen aan kwalificatie              | Niet deelgenomen aan kwalificatie              | Niet deelgenomen aan kwalificatie              |
| 2001   | Niet gekwalificeerd                            | Niet gekwalificeerd                            | Niet gekwalificeerd                            | Niet gekwalificeerd                            | Niet gekwalificeerd                            | Niet gekwalificeerd                            | Niet gekwalificeerd                            |
| 2005   | Niet gekwalificeerd                            | Niet gekwalificeerd                            | Niet gekwalificeerd                            | Niet gekwalificeerd                            | Niet gekwalificeerd                            | Niet gekwalificeerd                            | Niet gekwalificeerd                            |
| 2009   | Groepsfase                                     | 3                                              | 1                                              | 0                                              | 2                                              | 2                                              | 4                                              |
| 2013   | Niet gekwalificeerd                            | Niet gekwalificeerd                            | Niet gekwalificeerd                            | Niet gekwalificeerd                            | Niet gekwalificeerd                            | Niet gekwalificeerd                            | Niet gekwalificeerd                            |
| 2017   | Niet gekwalificeerd                            | Niet gekwalificeerd                            | Niet gekwalificeerd                            | Niet gekwalificeerd                            | Niet gekwalificeerd                            | Niet gekwalificeerd                            | Niet gekwalificeerd                            |
| 2022   | Niet gekwalificeerd                            | Niet gekwalificeerd                            | Niet gekwalificeerd                            | Niet gekwalificeerd                            | Niet gekwalificeerd                            | Niet gekwalificeerd                            | Niet gekwalificeerd                            |
| Totaal | 1/13                                           | 3                                              | 1                                              | 0                                              | 2                                              | 2                                              | 4                                              |

FFOe · A-internationals · Bondscoaches · Statistieken · Oekraïens vrouwenelftal · Olympisch elftal · Oekraïne U21 · Oekraïne U20 · Oekraïne U19 · Oekraïne U18 · Oekraïne U17 · Oekraïne U16
1992 – 1999 · 
2000 – 2009 · 
2010 – 2019 · 
2020 – 2029
EK's: 1992** · 
1996 · 
2000 · 
2004 · 
2008 · 
2012 · 
2016 · 
2020 · 
2024
WK's: 1994 · 
1998 · 
2002 · 
2006 · 
2010 · 
2014 · 
2018 ·
2022
1992 · 
1993 · 
1994 · 
1995 · 
1996 · 
1997 · 
1998 · 
1999 · 
2000 · 
2001 · 
2002 · 
2003 · 
2004 · 
2005 · 
2006 · 
2007 · 
2008 · 
2009 · 
2010 · 
2011 · 
2012 · 
2013 · 
2014 · 
2015 ·
2016 ·
2017 ·
2018 ·
2019 ·
2020 ·
2021
Albanië ·
Andorra ·
Armenië ·
Azerbeidzjan ·
Bahrein ·
België ·
Bosnië en Herzegovina ·
Brazilië ·
Bulgarije ·
Canada ·
Chili ·
Costa Rica ·
Cyprus ·
Denemarken ·
Duitsland ·
Engeland ·
Estland ·
Faeröer ·
Finland · 
Frankrijk ·
Georgië ·
Griekenland ·
Hongarije ·
Ierland ·
IJsland ·
Iran ·
Israël ·
Italië ·
Japan ·
Joegoslavië ·
Kameroen · 
Kazachstan ·
Kosovo ·
Kroatië ·
Letland ·
Libië ·
Litouwen ·
Luxemburg ·
Malta ·
Marokko ·
Mexico ·
Moldavië ·
Montenegro ·
Nederland ·
Niger ·
Nigeria ·
Noord-Ierland ·
Noord-Macedonië ·
Noorwegen ·
Oezbekistan ·
Oostenrijk ·
Polen ·
Portugal ·
Roemenië ·
Rusland ·
San Marino ·
Saoedi-Arabië ·
Schotland ·
Servië ·
Servië en Montenegro ·
Slovenië ·
Slowakije ·
Spanje ·
Tsjechië ·
Tunesië ·
Turkije ·
Uruguay ·
Verenigde Arabische Emiraten ·
Verenigde Staten ·
Wales ·
Wit-Rusland ·
Zuid-Korea ·
Zweden ·
Zwitserland
Duitsland (2016) ·
Engeland (2012) · 
Engeland (2021) ·
Frankrijk (2012) · 
Italië (2006) · 
Nederland (2021) · 
Noord-Ierland (2016) · 
Noord-Macedonië (2021) · 
Oostenrijk (2021) · 
Saoedi-Arabië (2006) ·
Spanje (2006) ·
Tunesië (2006) ·
Zweden (2012) · 
Zweden (2021) · 
Zwitserland (2006)
** = Onder de naam Gemenebest van Onafhankelijke Staten